# مقاطعة كاهول
مقاطعة كاهول (بالرومانية: Raionul Cahul)‏ هي مقاطعة في مولدوفا، بلغ عدد سكانها 105,324  نسمة وذلك حسب إحصائيات سنة 2014، عاصمتها ريف كاهول، تبلغ مساحتها 1,447 كيلومتر مربع.

## الموقع
تشترك في الحدود مع:
- مقاطعة كانتيمير  [لغات أخرى]‏
- مقاطعة تاراكليا  [لغات أخرى]‏
- أوبلاست أوديسا.